# Boehmantis microtympanum
Boehmantis microtympanum är en groddjursart som först beskrevs av Angel 1935.  Boehmantis microtympanum ingår i släktet Boehmantis och familjen Mantellidae. IUCN kategoriserar arten globalt som starkt hotad. Inga underarter finns listade.

## Bildgalleri